# 도스 셸

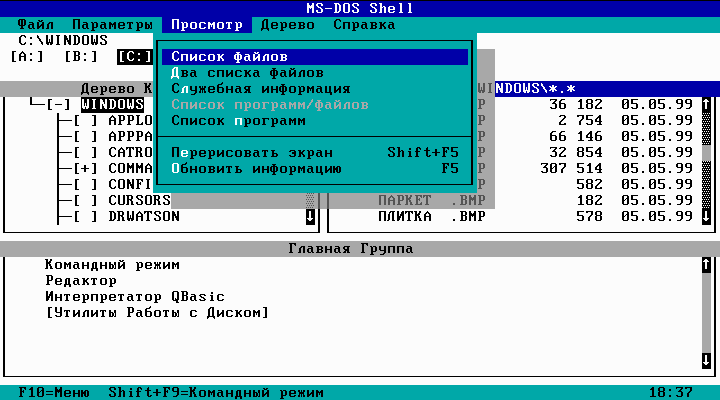

도스 셸(영어: DOS Shell)은 MS-DOS, IBM PC-DOS 버전 4.0부터 제공하는 파일관리자 프로그램이며, 일반적인 의미로서의 도스 셸은 도스 환경에서 디렉터리 탐색, 프로그램 실행 등의 기능을 제공하는 도구들을 말한다.

## 분류
- 도스의 DOSSHELL.EXE

고유 명사로서의 도스 셸은 MS-DOS 4.0부터 제공되는 파일관리자 프로그램의 이름이다. 도스 설치시에 기본으로 설치되며, 부팅시 자동 실행된다.
- 좁은 의미(명령 프롬프트)

좁은 의미로서의 도스 셸은 도스 환경에서 명령 줄 인터페이스를 제공하는 유틸리티를 뜻한다. 일반적으로는 도스 초기버전부터 기본으로 내장된 COMMAND.COM을 말하며, 변형된 명령 프롬프트를 제공하는 4DOS 등의 유틸리티도 여기에 해당한다.
- 넓은 의미

넓은 의미로서의 도스 셸은 명령 줄 인터페이스뿐만 아니라, 텍스트 또는 그래픽 사용자 인터페이스를 제공하는 유틸리티도 포함한다. 도스가 기본 제공하는 도스 셸(DOSSHELL.EXE) 및 Mdir, 노턴 커맨더 등도 이에 포함된다.

## 명령어를 실행할 때 로드 우선순위
사용자가 어떤 명령을 도스 프롬프트에서 입력하게 되면, 도스 셸은 다음과 같은 순서로 확인한다.
1. 내부 명령인가?
2. 현재 디렉터리 안에 실행 파일이 존재하는가?
3. 경로에 지정된 디렉터리 안에 실행 파일이 존재하는가?

실행 파일의 확장자의 우선 순위는 .COM, .EXE, .BAT(그밖에 .BTM도 있다) 순이다. 예를 들어, 같은 디렉터리에 A.COM과 A.EXE 두 실행 파일이 존재할 때, A(엔터)를 치면 A.COM이 실행된다.

## 같이 보기
- COMMAND.COM
- CMD.EXE